# Lange Straße 54 (Oebisfelde)

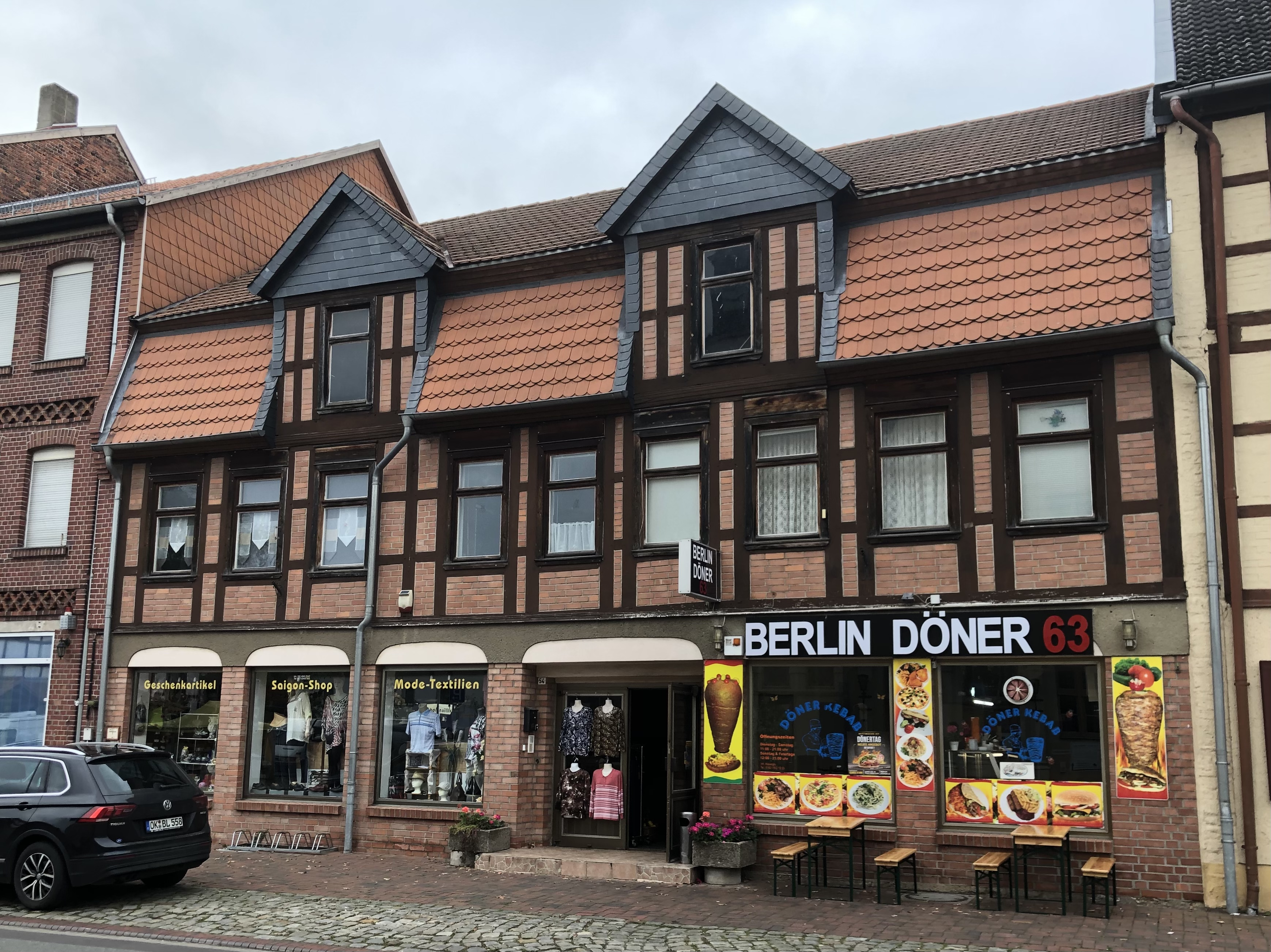
Haus Lange Straße 54 im Jahr 2021

Die Lange Straße 54 ist ein denkmalgeschützter Ackerbürgerhof in Oebisfelde-Weferlingen in Sachsen-Anhalt.

## Lage
Das Anwesen befindet sich im Zentrum des Ortsteils Oebisfelde auf der Westseite der Langen Straße und erstreckt sich nach Osten bis zur Achterstraße. Unmittelbar gegenüber auf der Ostseite der Langen Straße befindet sich das Rathaus Oebisfelde. Der Hof gehört zum Denkmalbereich der Altstadt Oebisfelde. 

## Architektur und Geschichte
Die große Hofanlage entstand im 18./19. Jahrhundert. Traufständig zur Langen Straße steht ein zweigeschossiges Fachwerkwohnhaus. Die Gefache sind mit Ziegeln ausgemauert. Bedeckt ist das Gebäude mit einem Mansarddach. Rückseitig befindet sich ein von Wirtschaftsbauten umgebener Hof. Besonders bemerkenswert sind die großen Speicherbauten.
Im örtlichen Denkmalverzeichnis ist der Ackerbürgerhof unter der Erfassungsnummer 094 82987 als Baudenkmal verzeichnet.
Der Hof gilt als städtebaulich und stadtgeschichtlich wichtig und ist eines der wenigen erhalten Objekte seiner Art in Oebisfelde, obwohl diese Hofanlagen in der Vergangenheit typisch für die Stadt waren.